# Jean-Pierre Fleury
Pour les articles homonymes, voir Fleury.
Jean-Pierre Fleury, né le 27 septembre 1949 à Granville, est un réalisateur, producteur et écrivain français, reconnu pour son engagement dans le monde de la télévision et sa passion pour les sujets liés à la mer, à la nature, et aux relations humaines.

## Biographie
Fils de Pierre Léon Jules Fleury, commissaire de la France Libre (FNFL) à Londres dès octobre 1940, et de Joséphine Mouradian Kherlakian, frère de Georges Fleury, Jean-Pierre a grandi dans un environnement familial marqué par l'histoire et la diversité culturelle. Père de Romain, réalisateur, et de Victor, journaliste, il épouse en secondes noces Lisa Pereira, danseuse et experte en relations extérieures, avec qui il a partagé son amour pour le monde du spectacle et des médias.
Après avoir vécu en Sologne, Jean-Pierre Fleury réside actuellement entre Aqua Doria en Corse et Granville en Normandie. Il obtient son baccalauréat en philosophie en 1968 et  suit deux années de droit à Caen tout en travaillant simultanément comme matelot et mytiliculteur à Granville, montrant ainsi son attachement à la mer.
En 2002, il est honoré en tant que Chevalier de la Légion d'honneur par le ministère de l'Environnement, reconnaissant ainsi son engagement exceptionnel. Sa carrière dans les médias débute en 1972 à l'ORTF, où il contribue à la création de la troisième chaîne. Doté "de sel dans les veines", il se passionne pour les questions maritimes et les liens entre l'homme et la nature, montrant une sensibilité particulière envers la cause des peuples, notamment celle des Arméniens.
Jean-Pierre Fleury a occupé divers postes dans le domaine journalistique, servant en tant qu'assistant de Jean-François Chauvel sur le magazine d'information "Magazine 52" (La 3) et journaliste sur "Satellite" (La 1). Son premier reportage au Baloutchistan, en 1974 a été le point de départ d'une carrière riche en expériences diverses, notamment avec des personnalités éminentes telles que Arnaud Hamelin, Igor Barrère, Pierre Desgraupes, Etienne Lalou, et Pierre André Boutang.
Au cours de sa carrière, Jean-Pierre Fleury a réalisé des documentaires sur des sujets variés tels que De Gaulle, Mai 68 (La 3), Pasteur (Arte), et des Médicales pour La Une, collaborant avec Michel Cymes. Il a également participé à des projets engagés, y compris un rapport en images avec Médecins du Monde sur les massacres au Rwanda en 1994 et des documentaires sur la forêt (Cameroun, Indonésie, France) pour La 3.
Outre ses réalisations professionnelles, Jean-Pierre Fleury s'est illustré dans des initiatives diverses, notamment en tant que créateur et animateur d'un atelier de réalisation télévisuelle à la prison centrale de Poissy. Il a également joué un rôle clé en tant que commissaire général du congrès Euromédecine à Montpellier en 1988 et a cofondé la société de production SN Editel avec Igor Barrère, gérée par Anne Barrère.
Parallèlement, il a dirigé la réalisation et la production de 320 épisodes des "Histoires Naturelles" (TF1),, explorant les rapports entre l'homme et la nature dans une centaine de pays et presque tous les cantons de France. Il a ensuite participé à la création de la chaîne Seasons, avec le groupe Canal, où il a été directeur des programmes et animateur d'émissions telles que "Naturellement Vôtre", "Saisonnier" et "Bouquinage".
Depuis 20 ans, Jean-Pierre Fleury a écrit plusieurs livres, Il est l'auteur, d'Histoires de Saisons, du roman de mes chemins buissonniers, ou plus récemment d'Animaux de Corse. Il intervient également en tant qu'expert sur les ondes de France Bleu. En dehors de ses engagements professionnels, il cultive des hobbies tels que le rugby, la pêche à pied. Sa vie et son œuvre témoignent d'une carrière riche et variée, marquée par un dévouement constant envers les causes qui lui tiennent à cœur.

## Publications
- Histoires de saisons en compagnie de Georges Fleury (éditions Grasset), 2006
- Roman de mes Chemins Buissonniers (éditions du Rocher), 2008
- Mes chemins buissonniers (éditions de Borée) 2017[13]
- Si les abeilles disparaissaient (éditions Alphée/Jean Paul Bertrand), 2009
- Le Bestiaire insolite (éditions François Bourrin), 2010
- Drôles de bêtes (éditions Marivole), 2012
- Les cent plus beaux oiseaux de France (éditions  Marivole), 2014
- Ça coule de sources (éditions Marivole), 2012
- Oiseaux de Corse (éditions Albiana), 2017
- Poissons de Corse (éditions Albiana), 2020
- Animaux de Corse (éditions Albiana), 2022 [14]
- Dictionnaire loufoques de mes ani mots (éditions Benetton), 2022
- Ma mère était arménienne (éditions Chum), 2024
- Tremblevif (éditions la Bouinotte), 2024
- La Faune marine de Granville et Chausey (éditions Orsep) à paraitre